# Tim Guinee
Timothy 'Tim' Guinee (Los Angeles, 18 november 1962) is een Amerikaans acteur, filmproducent en filmregisseur. 

## Biografie
Guinee werd geboren in Los Angeles in een gezin met vijf kinderen en groeide op in Illinois en Texas. De high school doorliep hij aan de High School of Performing Arts in Houston. Hierna verhuisde hij naar New York waar hij ging studeren aan de American Academy of Dramatic Arts en daarna aan de North Carolina School of Arts in Winston-Salem. 
Guinee begon in 1986 met acteren in de film Tai-Pan. Hierna heeft hij nog meer dan 150 rollen gespeeld in films en televisieseries zoals L.A. Law (1990), How to Make an American Quilt (1995), Courage Under Fire (1996), Vampires (1998), Blade (1998), Tarzan (2003), Ladder 49 (2004), Ghost Whisperer (2006-2007), Iron Man (2008), Lie to Me (2009), Iron Man 2 (2010) en The Good Wife (2011-2012).
Guinee is in 1997 getrouwd met een dochter van Horton Foote.

## Filmografie

### Films
Selectie:
- 2024: Horizon: An American Saga - als James Kittredge
- 2019: Harriet - als Thomas Garrett
- 2011: The Oranges - als Roger
- 2011: Water for Elephants – als Diamond Joe
- 2010: Iron Man 2 – als majoor Allen
- 2009: The Private Lives of Pippa Lee – als Des Sarkissian
- 2008: Winged Creatures – als Aaron Hagen
- 2008: Synecdoche, New York – als acteur
- 2008: Iron Man – als majoor Allen
- 2008: Stargate: The Ark of Truth – als Tomin
- 2005: Elvis – als Sam Phillips
- 2004: Ladder 49 – als Tony Corrigan
- 2001: Impostor – als Dr. Carone
- 1998: Blade – als Curtis Webb
- 1998: Vampires – als pastoor Adam Guiteau
- 1996: Beavis and Butt-head Do America – als gids van Hoover Dam / ATF agent (animatiefilm)
- 1996: Courage Under Fire – als Rady
- 1995: How to Make an American Quilt – als jonge Dean

### Televisieseries
Uitgezonderd eenmalige gastrollen.
- 2022: The Staircase - als Bill Peterson - 7 afl.
- 2022: Inventing Anna - als Paul - 7 afl.
- 2020: NOS4A2 - als Nathan Demeter - 2 afl.
- 2012 - 2020: Homeland - als Scott Ryan - 16 afl.
- 2014 - 2019: Elementary - als agent Dean McNally - 8 afl.
- 2017: The Punisher - als Clay Wilson - 2 afl.
- 2017: Time After Time - als dr. Monroe - 2 afl.
- 2016 - 2017: Bones - als dr. Brandon Faulk - 2 afl.
- 2016: Power - als Lance Donovan - 2 afl.
- 2016: Van Helsing - als Ted - 2 afl.
- 2013 - 2016: Hell on Wheels - als Collis Huntington - 14 afl.
- 2011 – 2015: The Good Wife – als Andrew Wiley – 10 afl.
- 2015: The Following - als Duncan Banks - 2 afl.
- 2012 - 2014: Revolution – als Ben Matheson – 10 afl.
- 2011 – 2012: Damages – als Jake Stahl – 2 afl.
- 2009: Trauma – als officier Lyons – 2 afl.
- 2009: Lie to Me – als Alec Foster / Ron Foster – 4 afl.
- 2009: 24 – als Ken Dellao – 3 afl.
- 2008: Puppy Love – als Toby - ? afl.
- 2006 – 2007: Ghost Whisperer – als Charlie Filbert – 3 afl.
- 2006 – 2007: Stargate SG-1 – als Tomin – 3 afl.
- 2006: In Justice – als Richard Rocca – 3 afl.
- 2003: Tarzan – als Donal Ingram – 4 afl.
- 1999 – 2002: Strange World – als kapitein Paul Turner – 13 afl.
- 1993: Queen – als Wesley – miniserie
- 1991: Golden Years – als Fredericks – 4 afl.
- 1990: L.A. Law – als Brian Chisolm – 4 afl.
- 1989: Knightwatch – als Kurt – 2 afl.
- 1988: Wiseguy – als Ritchie Stramm – 4 afl.
- 1988: Lincoln – als kolonel Elmer Elisworth – miniserie

### Filmproducent
- 2021 The Musical of Musicals (The Musical!): A Benefit for York Theatre - televisiespecial
- 2021 Save Birdland: A Celebration of Music, History, and Community - televisiespecial
- 2020 Save West Bank Cafe - televisiespecial
- 2014 One Armed Man - korte film

### Filmregisseur
- 2022 What the Sparrow Said - korte film
- 2015 Beat the Odds: David Sanchez - korte film
- 2014 Beat the Odds: Elizabeth Lopez - korte film
- 2014 One Armed Man - korte film

- Gemeinsame Normdatei: 1148016341
- International Standard Name Identifier: 0000 0000 5323 520X
- Library of Congress Control Number: nr2003004126
- Nationale Bibliotheek van Israël: 987007367329905171
- SNAC: w66816mc
- Virtual International Authority File: 46702860
- WorldCat: E39PBJkHvB8fTF4yHBbkPW4rMP